# XIII конференция РКП(б)
XIII конференция Российской коммунисти́ческой па́ртии (большевико́в) — проходила в Москве 16-18 января 1924 года. Присутствовало 128 делегатов с решающим голосом и 222 с совещательным.

## История
Конференция обсудила вопросы партийного строительства, международного положения и очередные задачи экономической политики. С докладом «Об очередных задачах партийного строительства» выступил И. В. Сталин. Были приняты резолюции «О партийном строительстве» и «Об итогах дискуссии и мелкобуржуазном уклоне в нашей партии». На конференции развернулась ожесточённая полемика между большинством делегатов — с одной стороны, и Л. Д. Троцким и его сторонниками — с другой.
По итогам конференции троцкизм был осуждён и назван «мелкобуржуазным и ревизионистским движением, направленным против ленинизма».